# Пузевское сельское поселение
Пузевское сельское поселение — муниципальное образование в Бутурлиновском районе Воронежской области.
Административный центр — село Пузево.

## Население
| 2010  | 2012  | 2013  | 2014  | 2015  | 2016  | 2017  | 2018  | 2019  |
| ----- | ----- | ----- | ----- | ----- | ----- | ----- | ----- | ----- |
| 2375  | ↘2239 | ↘2137 | ↘2070 | ↘2003 | ↘1921 | ↘1891 | ↘1833 | ↘1817 |
| 2020  | 2021  |       |       |       |       |       |       |       |
| ↘1786 | ↘1663 |       |       |       |       |       |       |       |

## Административное деление
Состав поселения:
- село Пузево,
- хутор Данило,
- поселок Красный,
- деревня Чернавка.